# Tilebein-Park
Der Tilebein-Park (polnisch Park Tilebeinów) in Stettin ist ein Rest der im englischen Stil angelegten Parkanlage der Vorstadtresidenz des Stettiner Ehepaares Sophie Augusta (geb. Pepin) und Carl Gotthilf Tilebein.

## Haus Tilebein
Das Haus wurde 1809–1810 nach einem Entwurf von Sophie Augusta Tilebein nach Ratschlag von Karl Friedrich Schinkel erbaut, 1818–1820 erstmals und 1827–1835 erneut erweitert.
Der nicht erhaltene Bau hatte eine Fassade im Stil Schinkels und war durch eine nur angedeutete Quaderung, ein Gurt- und ein Hauptgesims gegliedert. Eine Freitreppe und ein von Säulen gestützter Balkon gaben dem Bau die Note eines Landhauses.
Die Tilebeins hatten als Förderer von Musikern, Malern und Schriftstellern großen Einfluss auf das Stettiner kulturelle Leben. Entsprechend dem Vermächtnis war nach 1889 hier ein Damenstift untergebracht.

## Park
Der Park im Stil eines englischen Landschaftsparks wurde von der polnischen Stadtverwaltung saniert.
Koordinaten: 53° 27′ 27,3″ N, 14° 35′ 14,1″ O